# Action Française

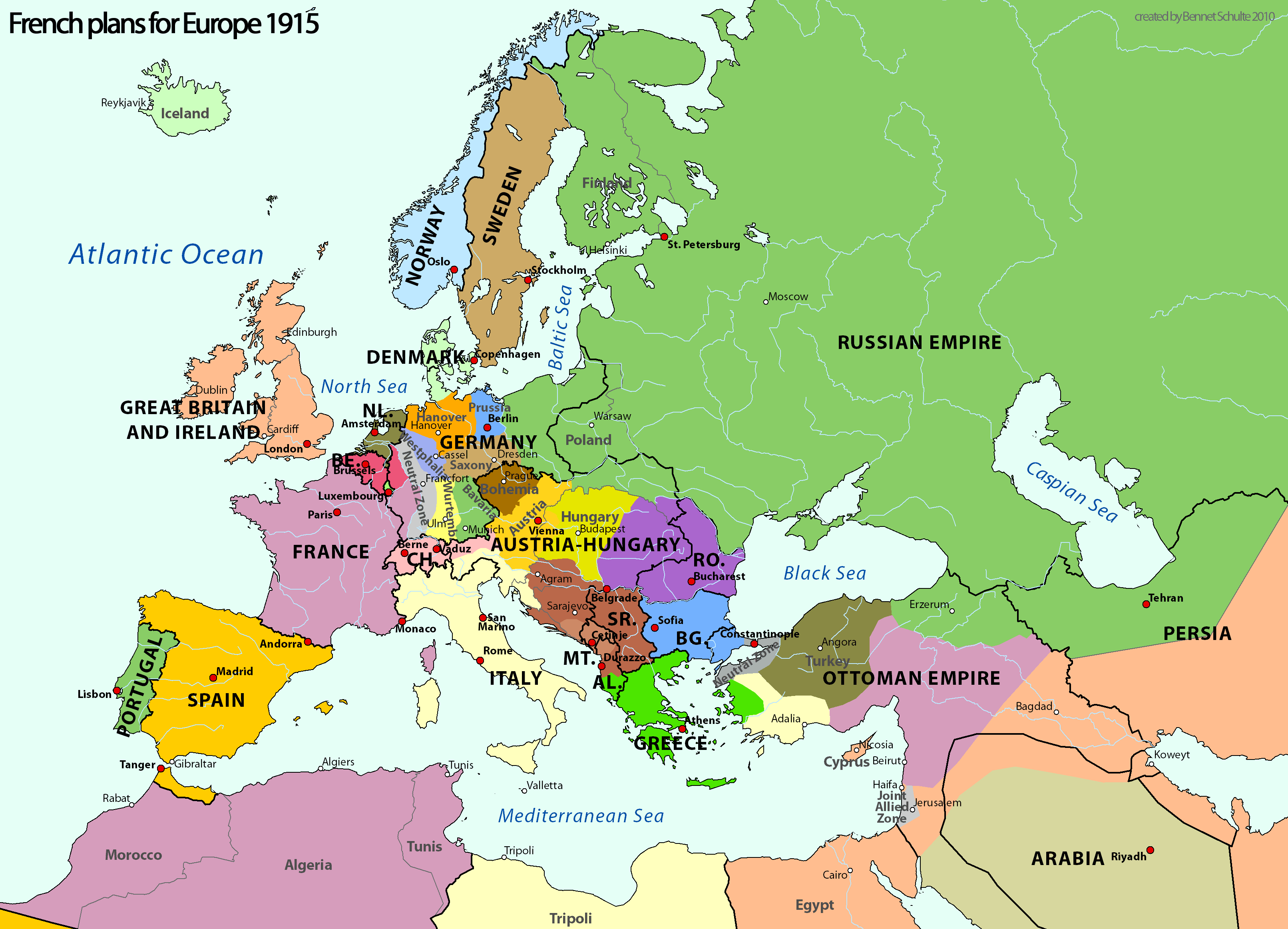
Plans de 1915

Action française (AF) és un moviment polític francès nacionalista i monàrquic. Va ser fundat el 1899 després de l'affaire Dreyfus per Henri Vaugeois, professor de filosofia, i Maurice Pujo, periodista i escriptor. Charles Maurras convencé a principis de la dècada de 1900 als membres de l'Action française de la necessitat d'una restauració monàrquica. Aquest moviment va tenir una influència no negligible al llarg de la Tercera República francesa. S'ha de distingir entre el monarquisme de Maurras (pertanyent a l'opció orleanista) dels legitimistes més tradicionalistes.
El 1919, Charles Maurras demanà que es concedís el dret de vot a les dones cosa que no es va assolir fins al 21 d'abril de 1944. Maurras considerava que les dones serien més sensibles als arguments tradicionalistes i catòlics que els homes.
El 1926 el Papa de Roma, Pius XI, va condemnar Action Française, ja que subordinava la religió a la política i al nacionalisme i a més va incloure algunes obres de l'agnòstic Maurras dins l'índex de llibres prohibits. El 1939 Pius XII va aixecar aquesta condemna. Al principi de la Segona Guerra Mundial Charles Maurras va qualificar de «divine surprise» l'arribada al poder de Philippe Pétain i donà suport a la política del Govern de Vichy. Tanmateix Action Française es divideix profundament entre els partidaris de Maurras i de Vichy, i els que s'integren en la resistència francesa antinazi.
El 1944, Maurras va ser arrestat i condemnat a cadena perpètua per col·laboració amb l'enemic, però la seua pena fou perdonada el 1952.
Actualment Action Française s'anomena Centre royaliste d'Action française (CRAF) i és el principal moviment monàrquic de França. Proposen restablir la monarquia a França coronant la família d'Orleans, s'oposa a l'Europa federal, a la mundialització i al "sistema de partits". Actualment ha bandejat les seves polítiques antisemites i xenòfobes.